# インディペンデンス級航空母艦
インディペンデンス級航空母艦 (インディペンデンスきゅうこうくうぼかん、Independence-class aircraft carrier)は、アメリカ海軍の航空母艦の艦級。第二次世界大戦では、エセックス級航空母艦と共に高速空母任務部隊に配備され、太平洋戦争中盤以降の航空戦で活躍し、連合軍の勝利に貢献した。

## 概要

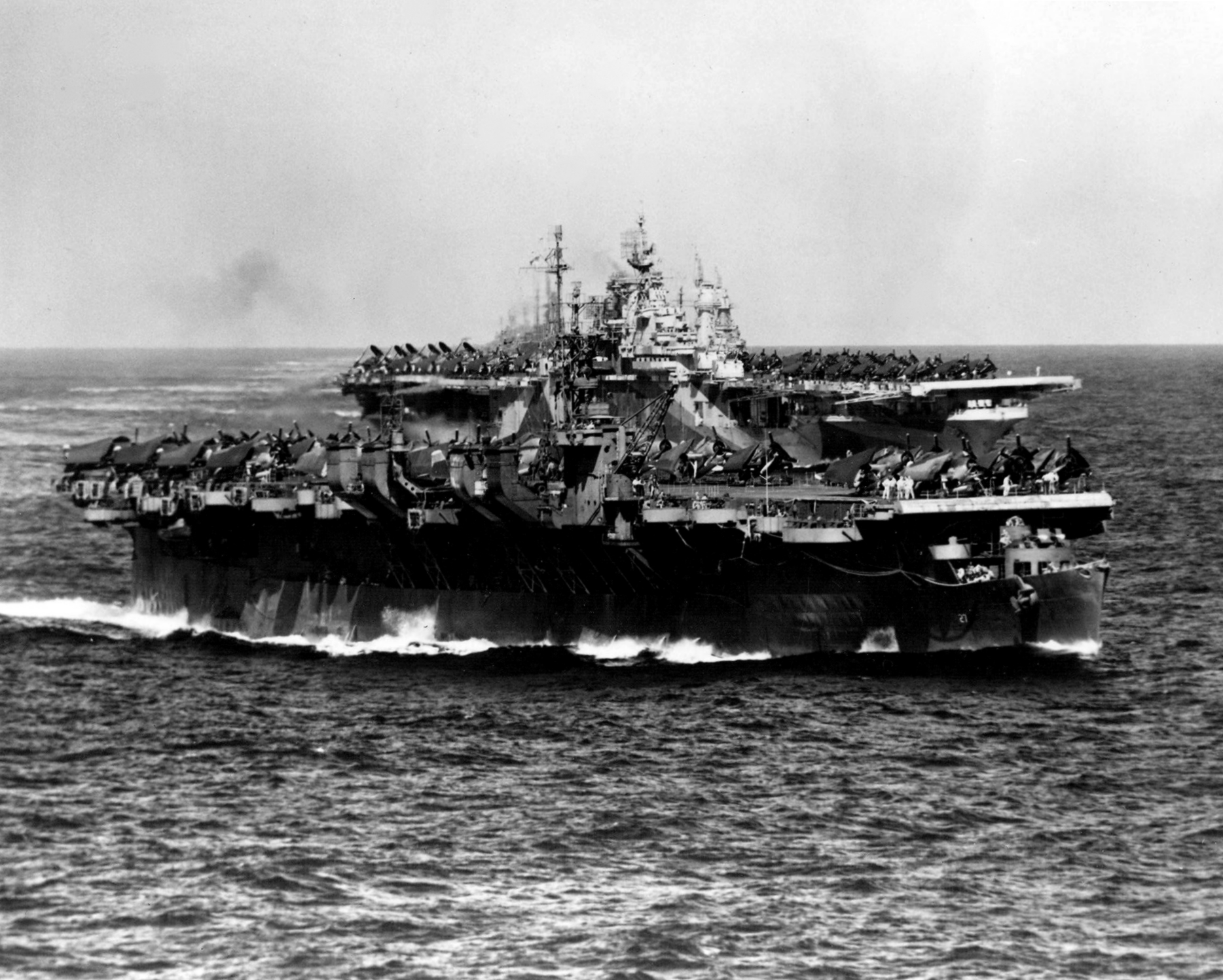
「ラングレー」(手前の艦、1944年12月)

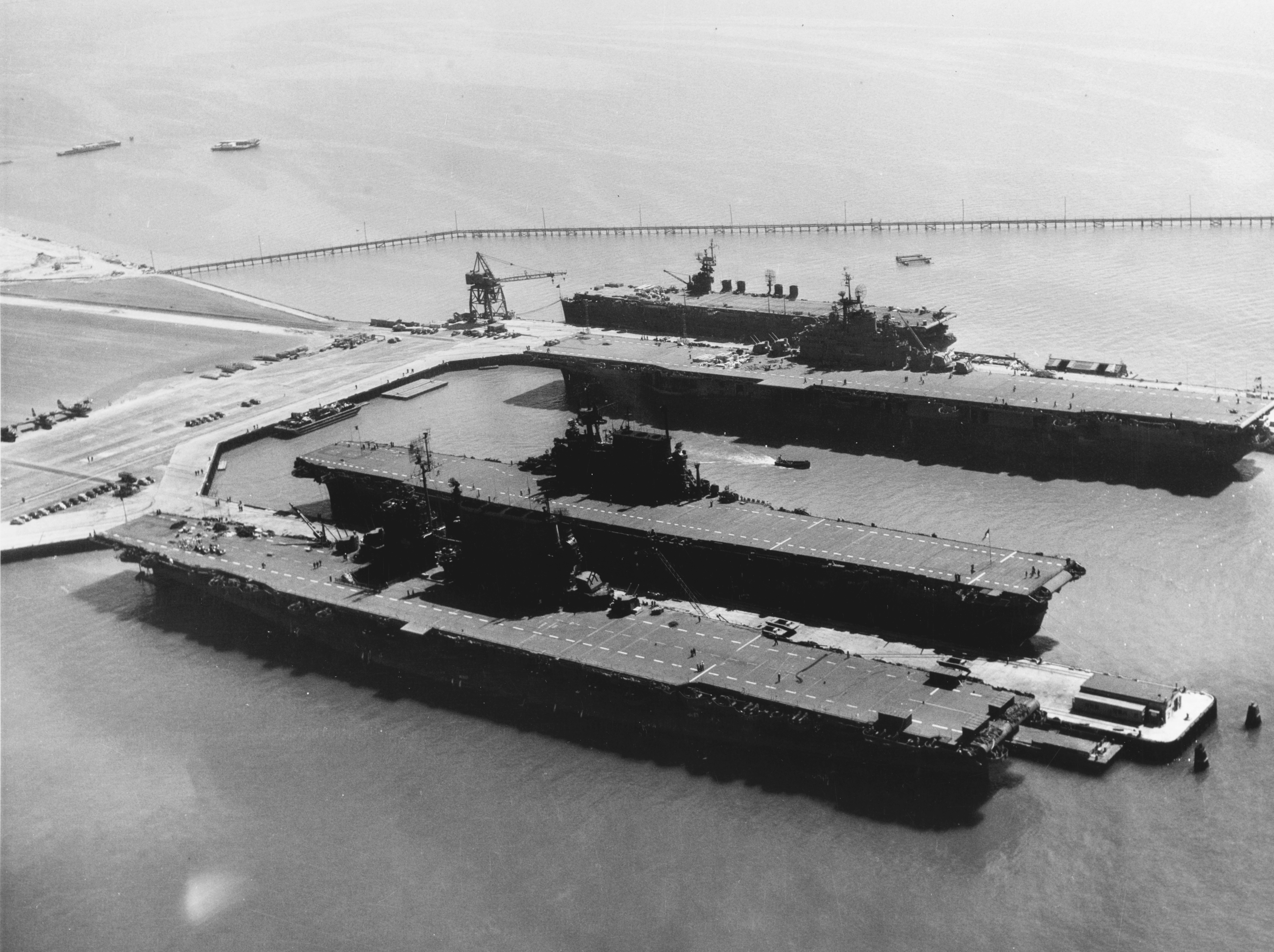
3隻の正規空母と並んで停泊する「サン・ジャシント」（いちばん奥）。本級の小ささが分かる(1945年9月)

インディペンデンス級航空母艦は、建造途中のクリーブランド級軽巡洋艦の船体を流用した軽空母である。巡洋艦の軽敏な速力と、十分な排水量を備えていた。特徴としては、巡洋艦の設計として完成されていた船体を流用した改造空母であるため、巡洋艦時代に甲板となるはずであった装甲の上に取り付けるようにして飛行甲板と格納庫が設置されていることである。
インディペンデンス級の開発は、大統領フランクリン・ルーズベルトの海軍建艦計画への関心から始まった。戦争が予想された1941年8月にルーズベルトは、1944年まで新しい航空母艦が建造されないことを知らされ、当時建造途中だった多数の巡洋艦の一部を空母に変更するよう主張した。しかし、海軍は巡洋艦サイズの航空母艦に関するそれまでの研究から、この種の艦には重大な限界があるとし、当初は大統領の提案に難色を示した。しかしながら、1941年12月の真珠湾攻撃後の危機でアメリカ海軍には多くの航空母艦を配備する緊急の必要が生じた。海軍は正規空母のエセックス級の建造を加速すると同時に、1942年1月にはクリーブランド級軽巡洋艦1隻を航空母艦に改装するよう命じた。
改装のための設計を行なってみると、意外にうまくいきそうであることがわかった。1942年2月にはさらに2隻の軽巡洋艦が空母改装を命じられ、3月には3隻、そして6月にも3隻が発注された。
インディペンデンス級は改装も含め全艦がニュージャージー州カムデンのニューヨーク造船所で建造された。1943年の1月から11月の間にインディペンデンス級9隻が揃い、エセックス級とともに太平洋における空母戦闘群の主力となる。特に8隻のインディペンデンス級が参加した1944年6月のマリアナ沖海戦では、艦上戦闘機の40%および艦上雷撃機の36%を供給し日本海軍の航空勢力を撃退した。

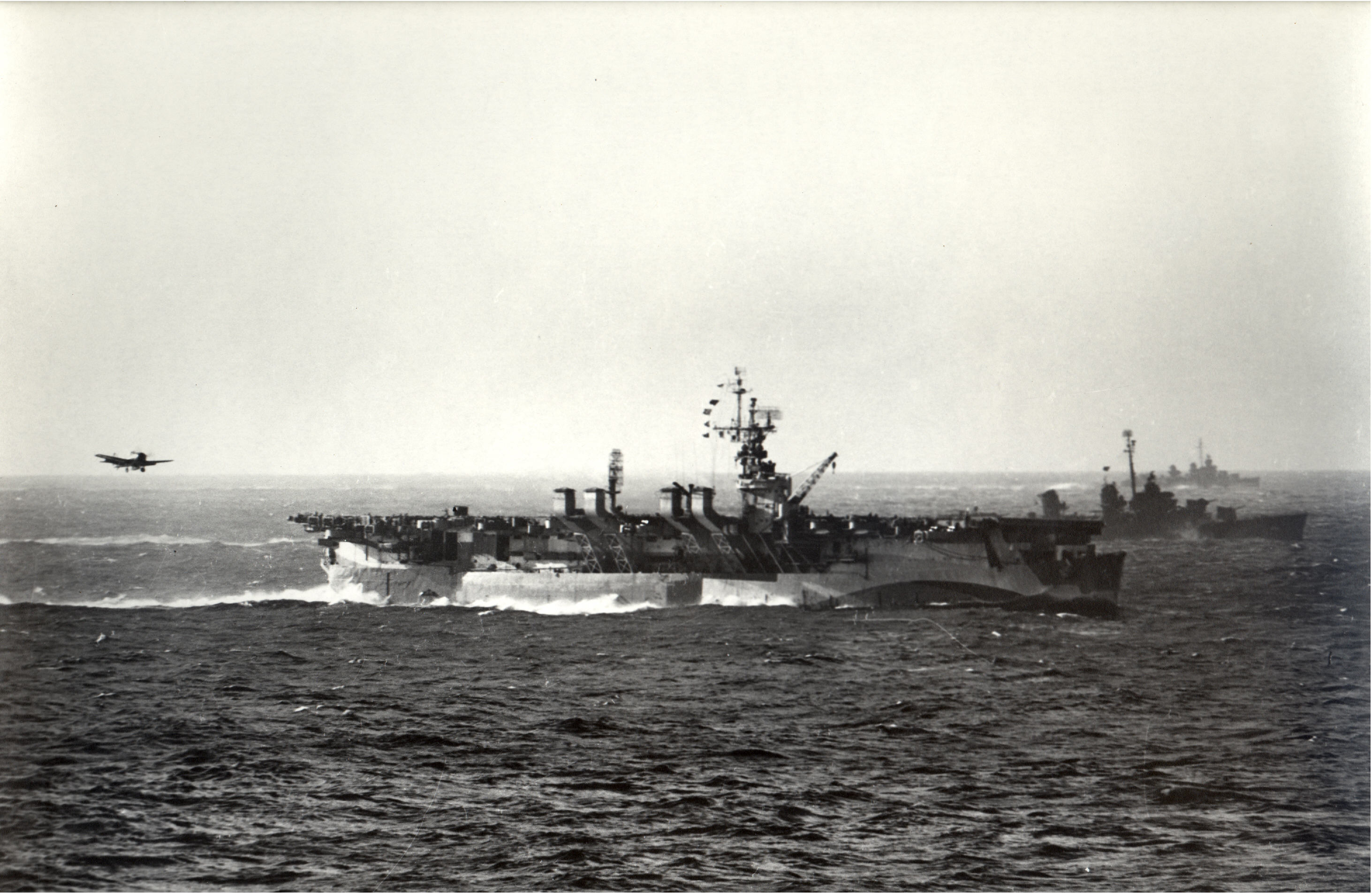
1944年撮影、艦名不詳

インディペンデンス級の設計は比較的短く狭い飛行甲板および格納庫、右舷側に張り出して設置された小さな艦橋（護衛空母のものとほぼ同サイズ）を特色とした。トップヘビーを軽減するため船体にはバルジが設けられ、中央部で5フィート拡幅された。搭載機数は約30機で、当初は艦上戦闘機、艦上爆撃機、艦上雷撃機各9機の編成であったが、後には戦闘機約24機、雷撃機9機に変わっていった。格納庫は密閉式で、艦載機を積載するには飛行甲板にいったん乗せるしかなく、そのための大型クレーンが艦橋前に設けられた。
インディペンデンス級は短期間での戦力化を主眼としており、能力には限界があった。設計方針が正規空母よりもむしろ護衛空母（補助空母）に近かったにもかかわらず、正規空母と同様に運用された。このため、各種の弊害が生じることとなった。まず船体が小さいため凌波性に問題があり、コブラ台風等では大波に翻弄され船体および艦載機にダメージが及んだ。また、飛行甲板が狭いため艦載機の事故率もやや高かった。装甲も妥協され、弾薬を格納庫等の防護不十分な箇所に保管していたことは1944年10月の「プリンストン」喪失の要因となった。魚雷に対する水線下の防御も不足していた。
ただし、軽巡譲りのスマートな船体と高出力の機関により速力に優れ、そのために高速空母機動部隊の一翼を担うことができた。

### 第二次世界大戦後

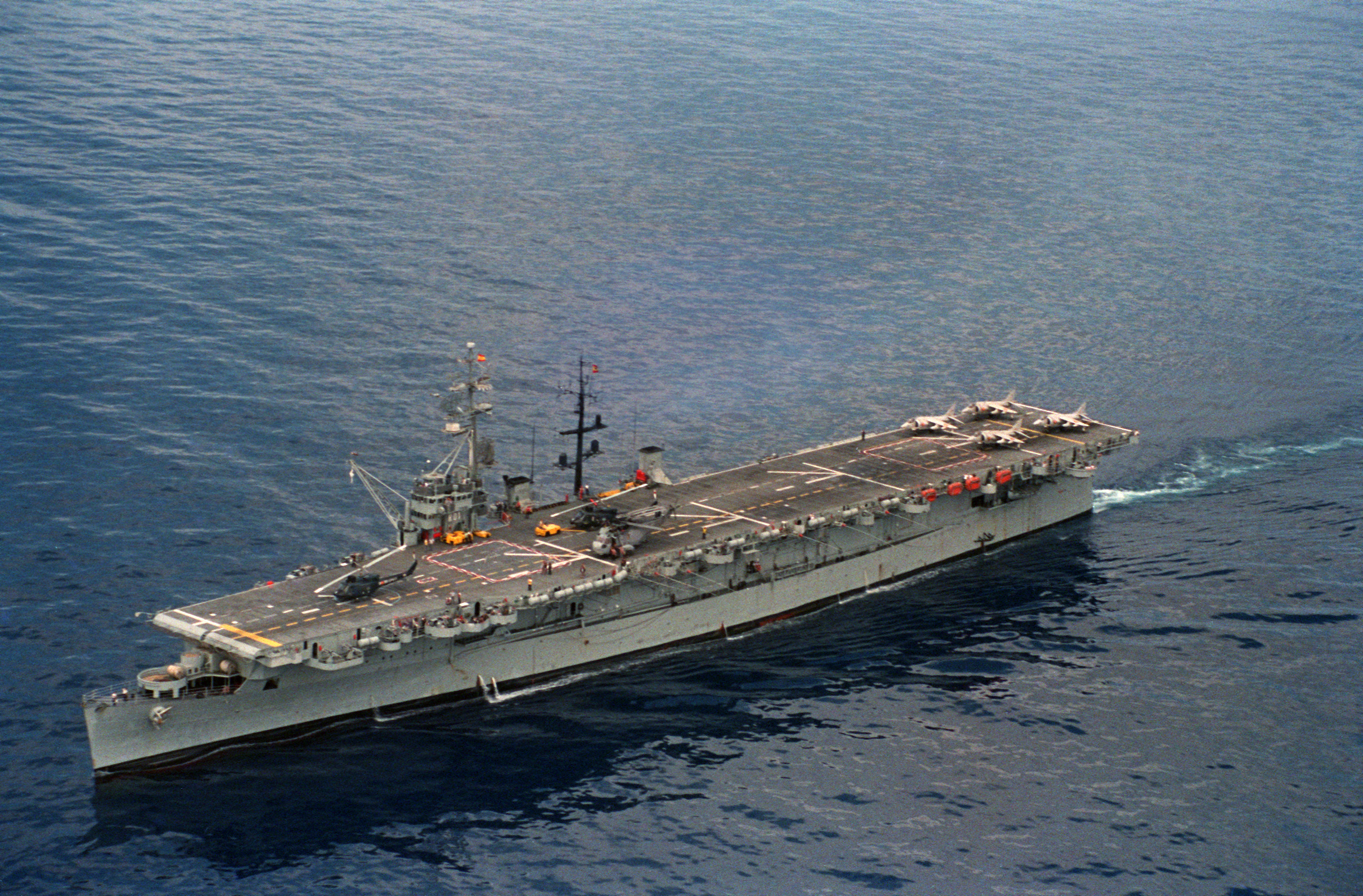
「デダロ（元カボット）」（1988年）

「インディペンデンス」は原爆実験に供与され、残りの艦は1947年に退役した。5隻が1948年から53年までに再就役し、「ベロー・ウッド」と「ラングレー」がフランス海軍に供与された。2隻は訓練空母となり、「バターン」は海兵隊航空団を乗せ朝鮮戦争に参加した。
「バターン」「カボット」は1950年代初頭に対潜作戦近代化の改修が行われた。両艦はオリジナルの設計が四本の煙突だったものを二本へと改修された。フランス海軍に供与された艦を除き全てが1954年から56年までに退役し、1959年に航空機運搬艦に再分類された。
フランス海軍に供与された「ベロー・ウッド」「ラングレー」はそれぞれ空母「ボア・ベロー」「ラファイエット」としてインドシナ戦争、スエズ動乱、アルジェリア戦争などに参加した。
「カボット」はスペイン海軍の空母「デダロ」として1967年に再就役し、1989年に退役してアメリカに返還された。その後、艦を保存しようという運動があったものの進展せず、1999年にスクラップ作業が始まり船体部分は2002年に姿を消した。残った艦橋部分についても保存運動が起こったものの頓挫し、結局は取り壊されてしまった。その後ペンサコーラの国立海軍航空博物館が「カボット」の艦橋のレプリカを製作し、展示している。

## 同型艦
| 艦名                                        | 起工           | 進水           | 就役                               | 退役                        | その後                               |
| ------------------------------------------- | -------------- | -------------- | ---------------------------------- | --------------------------- | ------------------------------------ |
| インディペンデンス USS Independence, CVL-22 | 1941年5月5日   | 1942年8月22日  | 1943年1月14日                      | 1946年8月28日               | 核実験の標的となる                   |
| プリンストン USS Princeton, CVL-23          | 1941年6月2日   | 1942年10月18日 | 1943年2月25日                      | 1944年10月24日戦没          | 1944年10月24日戦没                   |
| ベロー・ウッド USS Beleau Wood, CVL-24      | 1941年8月11日  | 1942年12月16日 | 1943年3月31日                      | 1947年1月13日               | フランス空母「ボア・ベロー」となる   |
| カウペンス USS Cowpens, CVL-25              | 1941年11月17日 | 1943年1月17日  | 1943年5月28日                      | 1947年1月13日               | スクラップとして売却                 |
| モンテレー USS Monterey, CVL-26             | 1941年12月29日 | 1943年2月28日  | 1943年6月17日 （再）1950年9月15日  | 1947年2月11日 1956年1月16日 | スクラップとして売却                 |
| ラングレー USS Langley, CVL-27              | 1942年4月11日  | 1943年5月22日  | 1943年8月31日                      | 1947年2月11日               | フランス空母「ラファイエット」となる |
| カボット USS Cabot, CVL-28                  | 1942年3月16日  | 1943年4月4日   | 1943年7月24日 （再）1948年10月27日 | 1947年2月11日 1955年1月21日 | スペイン空母「デダロ」となる         |
| バターン USS Bataan, CVL-29                 | 1942年8月31日  | 1943年8月1日   | 1943年11月17日 （再）1950年5月31日 | 1947年2月11日 1954年4月9日  | スクラップとして売却                 |
| サン・ジャシント USS San Jacinto, CVL-30    | 1942年10月26日 | 1943年9月26日  | 1943年11月15日                     | 1947年3月1日                | スクラップとして廃棄処分             |

## 登場作品

### 小説
『連合艦隊西進す』
ヨーロッパ情勢の悪化でアメリカ海軍は空母戦力を増強するため建造を進めていたが、政府は参戦に否定的見解を示した事とエセックス級の建造が軌道に乗った事で軽空母の需要が見込めなくなり、建造された8隻を日本に亡命したイギリス本国政府に2隻、日本に6隻売却。
イギリス本国政府に売却された2隻は改装され「コロッサス級小型空母 」として、日本に売却された6隻は「雲凰型小型空母 」として運用される。